# Центральний вокзал (станція метро)
Центральний вокзал (болг. Метростанция „Централна жп гара“) — 22 станція Софійського метрополітену, Болгарія. Введена в експлуатацію 31 серпня 2012.
Колонна трипрогінна станція, мілкого закладення, має дві берегові платформи. Розташована на третьому підземному рівні, а над нею є два поверхи підземного паркінгу на 260 машиномісць. Побудована турецькою компанією Doğuş Construction, підрозділ Doğuş Holding.
Зал, має два виходи і сполучений з підземним вестибюлем сходами на спуск та двострічковим одномаршевим ескалатором на підйом, а також ліфти для матерів із дітьми та громадян з вадами руху.
Станція розташована перед Центральним вокзалом Софії, поруч з Центральним автовокзалом на бул. «Марія Луїза».
Підлога викладена бежевим керамогранітом, стіни, колони і стеля виконано в бежевих і блакитних кольорах.

## Пересадки
- автобуси: 60, 74, 77, 78, 82, 85, 101, 150, 213, 305, 404 й 413;
- трамваї: 1, 3, 4, 6, 7, 12 й 18;
- потяги і міжміські автобуси.

## Галерея

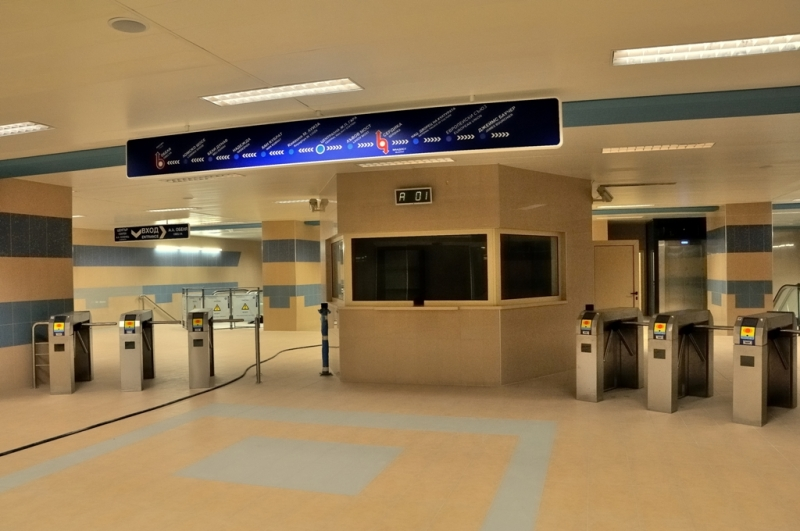
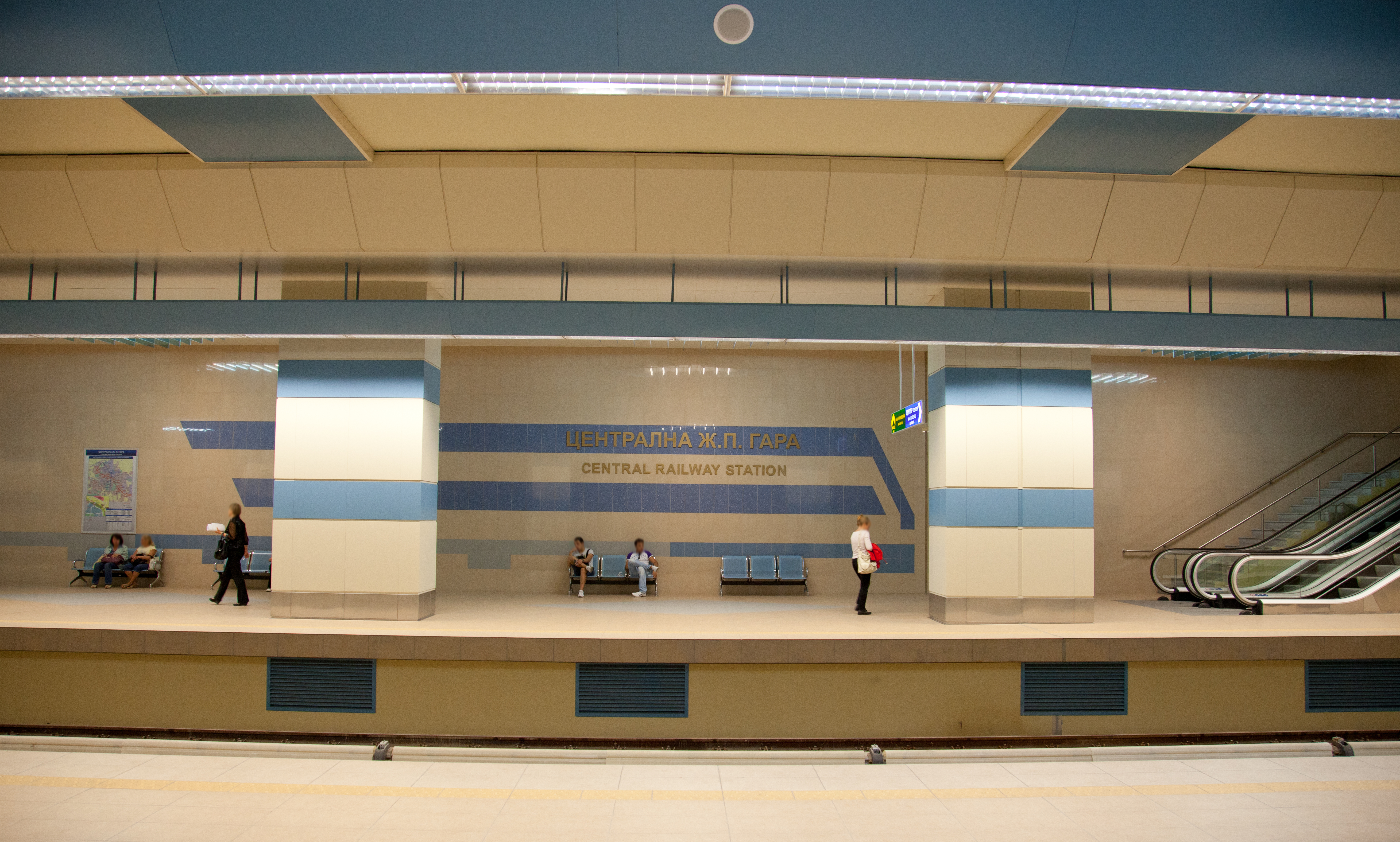
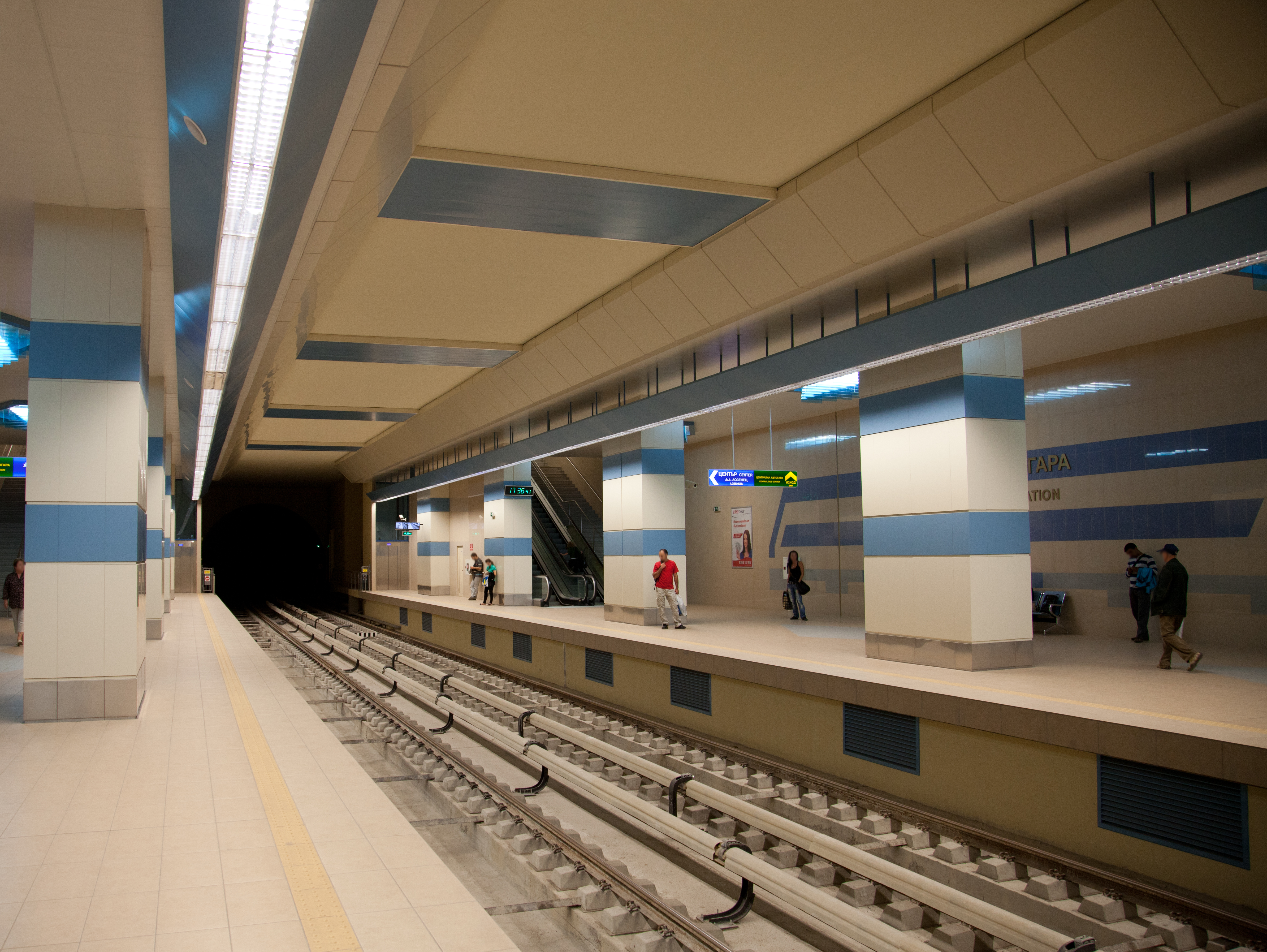
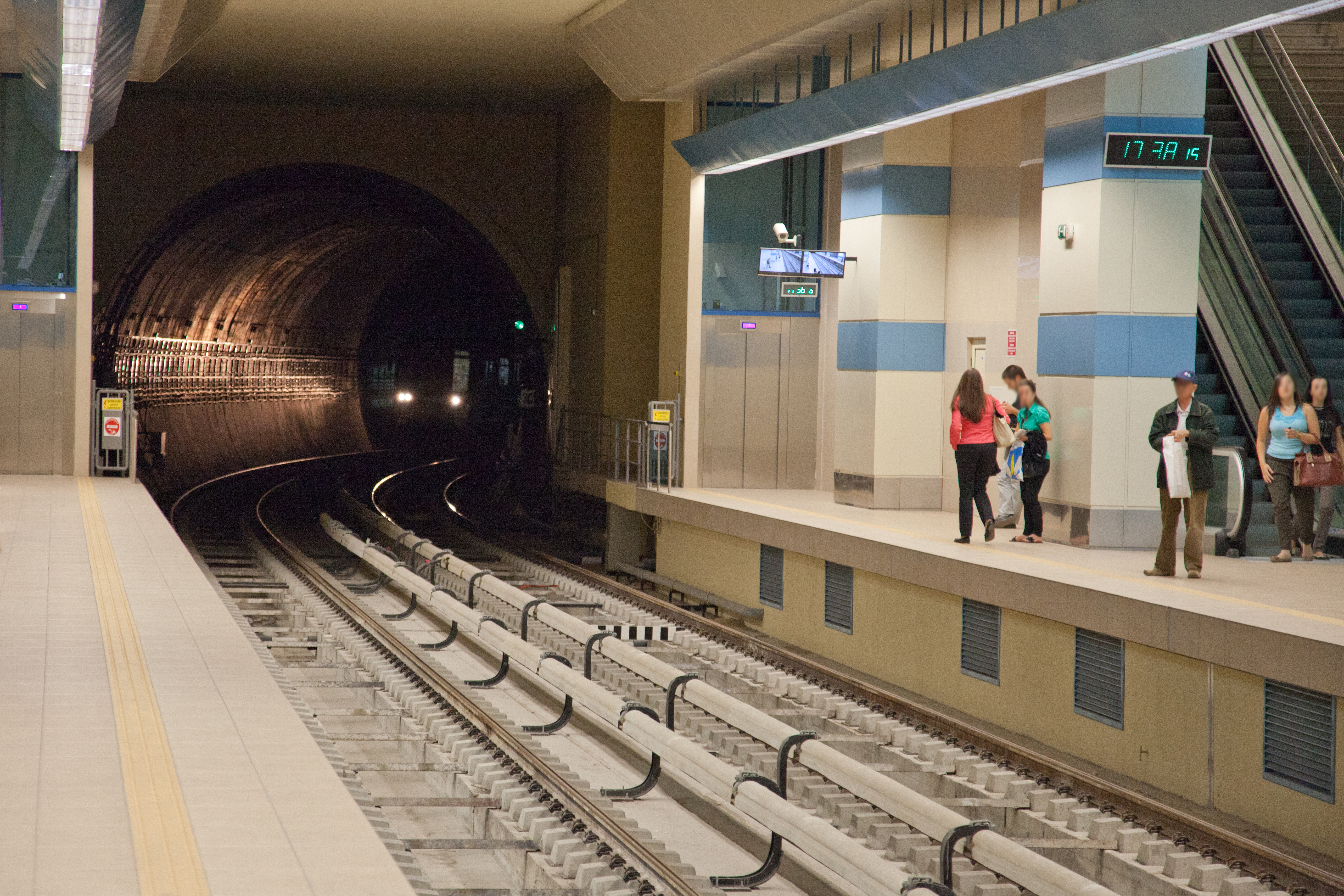
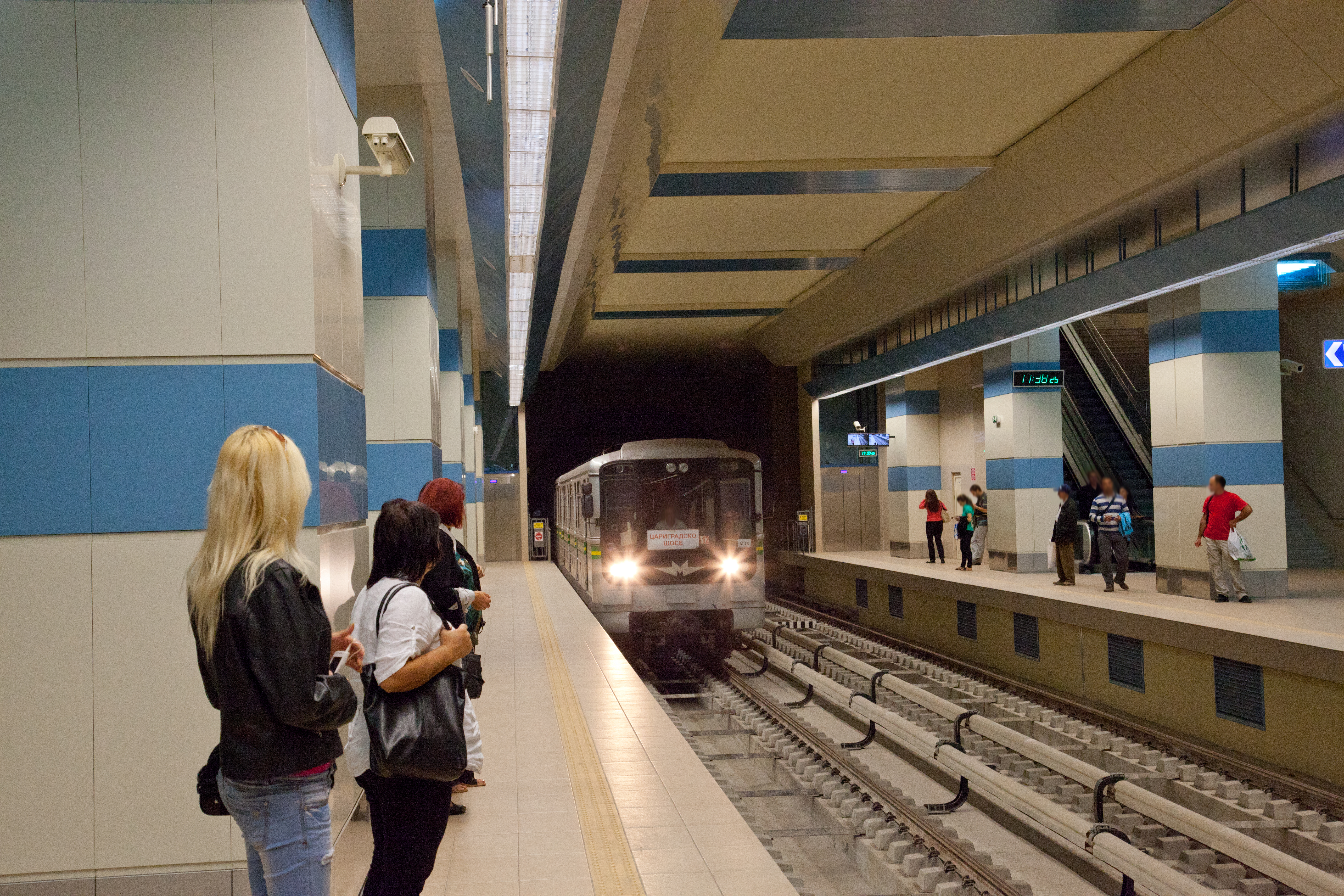
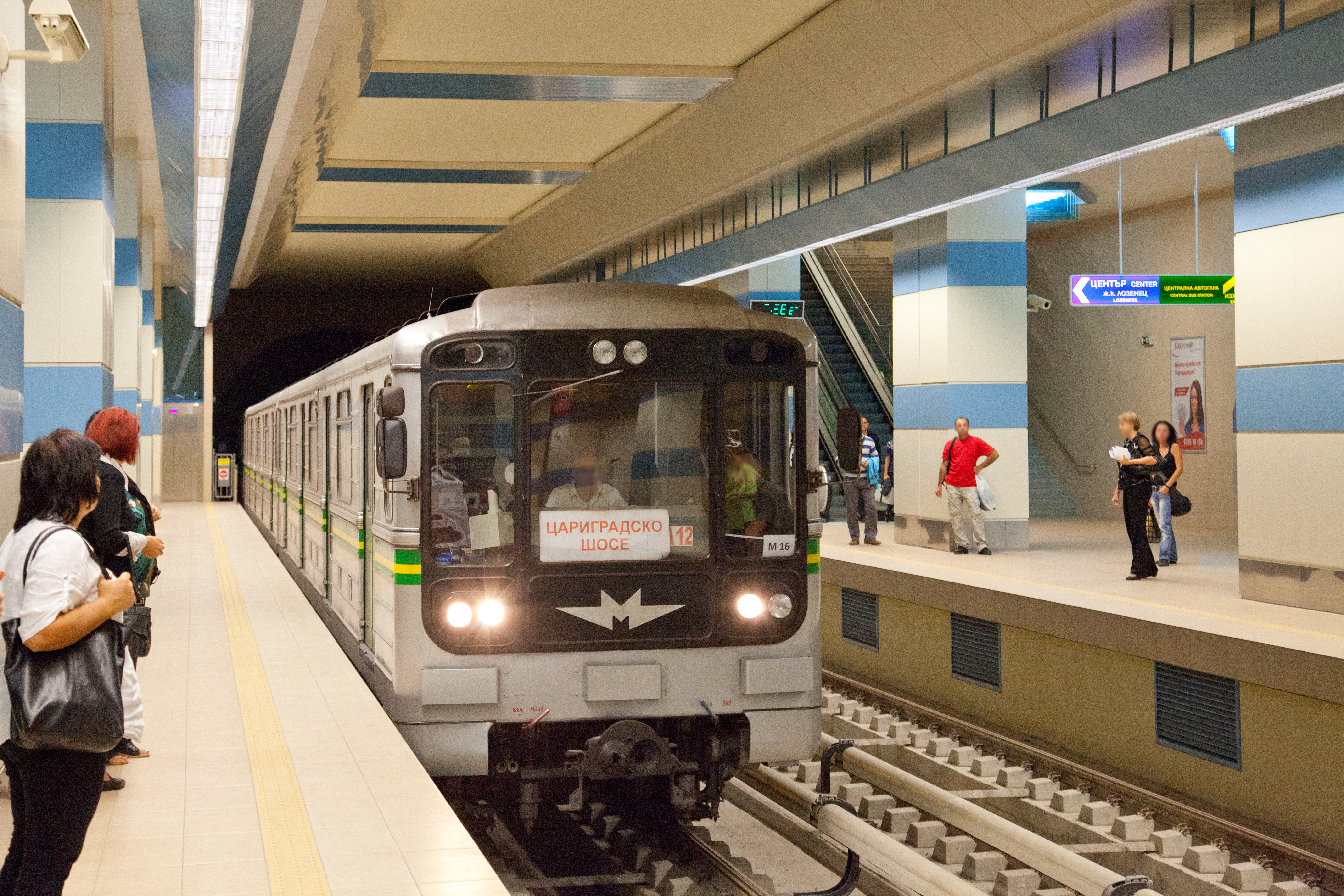

- Sofia Metropolitan
- vijsofia.eu [Архівовано 8 жовтня 2012 у Wayback Machine.]
- Project Slide 1 [Архівовано 2 квітня 2015 у Wayback Machine.]
- Project Slide 2 [Архівовано 5 березня 2016 у Wayback Machine.]
- Project Slide 3 [Архівовано 2 квітня 2015 у Wayback Machine.]

## Ресурси Інтернету
Вікісховище має мультимедійні дані за темою: Central Railway Metro Station
- Sofia Metropolitan (Official site) [Архівовано 1 вересня 2016 у Wayback Machine.]
- More info in Bulgarian [Архівовано 2 квітня 2015 у Wayback Machine.]
- SofiaMetro@UrbanRail [Архівовано 15 травня 2021 у Wayback Machine.]
- Sofia Urban Mobility Center [Архівовано 22 жовтня 2016 у Wayback Machine.]
- Sofia Metro station projects [Архівовано 4 квітня 2015 у Wayback Machine.]
- 360 degree panorama from outside the station (west end) [Архівовано 2 квітня 2015 у Wayback Machine.]